# Fader Callahan
Fader Donald Callahan är en fiktiv karaktär i Det mörka tornet-serien, skapad av den amerikanska författaren Stephen King. Han gjorde sitt första framträdande i 1975 års roman Staden som försvann. 
Fader Callahan blir en del av Roland Deschains ka-tet i den femte boken, Vargarna i Calla, och är den första människan som de övriga i ka-teten träffar på som kommer från deras egen värld. Callahan har en unik förmåga av att känna igen vampyrer, vilket blir till nytta för ka-teten.